# Weret-hetes
Weret-hetes ist ein Titel königlicher Frauen aus dem Alten Ägypten, der vor allem im Alten Reich bei Königinnen bezeugt ist. Er ist seit der 1. Dynastie belegt und damit einer der ältesten Königinnentitel überhaupt. Übersetzung und Deutung sind dagegen stark umstritten. Die Übersetzungen reichen von „Große des Hetes-Zepters“, über „Die viel Geliebte“, „Große der Sänfte“, „Große Favoritin“ bis „Die groß ist, in Bezug auf die Königssänfte“. Der Titel ist auch noch im Mittleren Reich belegt, hatte in dieser Zeit aber an Bedeutung verloren.